# Leucohimatium
Leucohimatium é um género de coleópteros da família Erotylidae.